# Мысра (станция)
Мы́сра (также Мюссера) — железнодорожный разъезд Абхазской железной дороги в Гудаутском районе Абхазии, расположена в одноимённом посёлке, который в советское время был одним из важнейших курортных центров Абхазии.
Станция была открыта в 1944 году с названием Мюссора. В 1951 году была переименована в Мусери, а позже — в Мюссеру. После грузино-абхазской войны станция стала называться Мысра — на абхазский лад.
Зданию вокзала придают изящный вид классического дворца колонны с лепниной, арки и балюстрады.
После боевых действий в 1992–1993 годах здание вокзала пришло в упадок. По данным на 2022 год пассажирские поезда следуют разъезд без остановки. 